# Испанцы в Германии

Региональное распределение граждан Испании в 2021 году.

Немцы испанского происхождения — это любой гражданин или житель Германии, имеющий испанское происхождение. В период с 1960 по 1973 год в Германию эмигрировало до 600 000 испанцев.

## Испанская иммиграция в Германию
В период с 1960 по 1973 год более 600 000 испанцев иммигрировали в Федеративную Республику Германии в рамках соглашения о найме между Федеративной Республикой Германия и Испанией. В 2010 году в Германии проживало 108 469 граждан Испании. Во время финансового и европейского кризиса испанцы занимали шестое место по количеству иммигрантов после поляков, румын, болгар, венгров и итальянцев. Только в 2012 году 37 683 испанца переехали в Германию, что примерно на 9000 больше, чем в предыдущем году, что соответствует увеличению на 45 %.
По данным портала Statista, по состоянию на 31 декабря 2012 года в Германии проживал 120 231 иностранец из Испании. На 2020 год служба называет 180 645 иностранцев из Испании.
Среди административных районов и городских округов Федеративной Республики город Франкфурт-на-Майне имел самую высокую долю испанских мигрантов в населении по данным переписи 2011 года, за ним следует Ремшайд. Другими немецкими муниципалитетами с испанским населением выше среднего являются гессенский округ Херсфельд-Ротенбург и округ Куксхафен в Нижней Саксонии, где испанские граждане являются наиболее распространенными иностранными гражданами, а также округа Зост, Остероде-ам-Гарц и Брауншвейг (по состоянию на 2014 г.).
В 2021 году, по данным Центрального реестра иностранцев (Ausländerzentralregister), большая часть граждан Испании, зарегистрированных в Германии, проживала в Берлине (17 125 человек), затем следуют Мюнхен (9700 человек), Франкфурт-на-Майне (7955 человек) и Гамбург (6035 человек). Помимо трех городов-земель, испанцы в основном проживают в западногерманских землях Баден-Вюртемберг, Гессен и Северный Рейн-Вестфалия.

## Испанские культурные центры в Германии
Во многих немецких городах существуют испанские культурные ассоциации, испаноязычные приходы и классы для испаноговорящих, в которых, а также в культурной и церковной жизни испаноязычного сообщества принимают участие многие испаноязычные латиноамериканцы, проживающие в Германии.

## Статистика
| Год  | Население |
| ---- | --------- |
| 1980 | 179952    |
| 1985 | 152781    |
| 1990 | 135498    |
| 1995 | 132283    |
| 2000 | 129471    |
| 2005 | 107778    |
| 2010 | 105401    |
| 2015 | 155918    |
| 2020 | 181640    |